# Porta San Giovanni

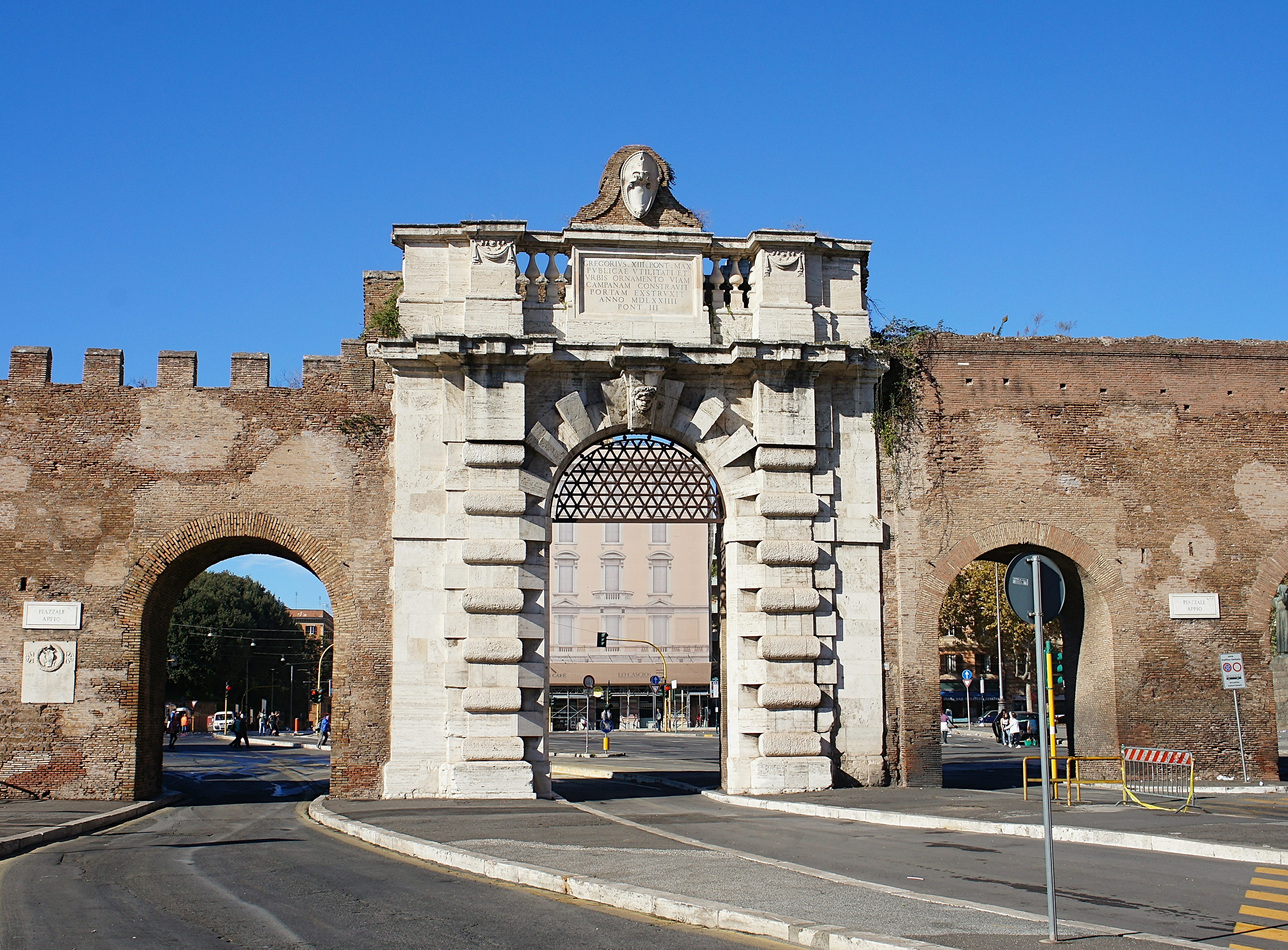
Fachada exterior de la Porta San Giovanni.

La Porta San Giovanni es una puerta en las murallas aurelianas de Roma, Italia, cuyo nombre es una referencia a la cercana Archibasílica de San Juan de Letrán.

## Historia
La Porta San Giovanni se compone de un único gran arco construido por el papa Gregorio XIII en «opera forse» de Giacomo della Porta o, alternativamente, de Giacomo del Duca, que ya había colaborado con Miguel Ángel en la puerta Pía. La confusión ocurre porque las obras de la época sólo hablan de un «arquitecto famoso llamado Giacomo». La tradición popular insiste en que el arquitecto fue Della Porta, ya que habría muerto en la puerta "que había construido" de una violenta indigestión provocada por melones y sandías a su regreso de un viaje a Castelli Romani.
Inaugurado en 1574 por el papa Gregorio XIII, su construcción fue parte de la reorganización de la región de Letrán para facilitar el tráfico hacia y desde el sur de Italia. Su inauguración supuso el cierre definitivo de la puerta vecina, mucho más imponente, la puerta Asinaria, de la época de Aureliano, que, en la década de 1570, ya no podía manejar el tráfico y era casi inútil debido al progresivo aumento de la nivel de la carretera.
Su diseño fue concebido más como una entrada a una villa que como una obra defensiva, sin torres laterales, almenas y baluartes, y marcado por una rusticación pronunciada y un esquema decorativo simple que consiste en una gran cabeza barbuda sobre el arco del lado exterior. La inscripción en el arco dice:
The commemorative inscription above the arch reads:
De hecho, la carretera da acceso a la Vía Campana (ahora Via Appia Nuova), que durante sus primeras 3 millas sigue la ruta de la antigua Vía Asinaria, luego la de Via Labicana. Se presume que el nombre Vía Campana deriva tanto del destino final de la carretera de Campania como de la Campaña romana por la que pasa.
Además de los acontecimientos históricos y militares representados en sus relieves, la Porta San Giovanni está vinculada a una antigua tradición popular romana, ahora casi desaparecida, la «notte di San Giovanni», el 23 de junio, con su gran fiesta. Según la leyenda, en esta noche el fantasma de Herodías, que convenció a su esposo, Herodes Antipas, de decapitar a san Juan Bautista, organizó un aquelarre en los arroyos de Letrán. Para ahuyentar a las brujas, los romanos organizaron una gran fiesta con sonajeros y fuegos artificiales.
El moderno barrio Appio-Latino, ahora fuera de la puerta, fue creado en 1926 sobre las casas, viñedos, cabañas, posadas y arroyos de la región. Para mantener viable la puerta, en 1926 se abrieron dos puertas más pequeñas a los lados, que aún hoy son visibles.